# Tony Maudsley
Tony Maudsley, né le 30 janvier 1968 à Kirkby près de Liverpool, est un acteur britannique.
Il commence sa carrière d'acteur dans le film A Life for a Life. Il est surtout connu pour avoir prêté sa voix et son corps au géant Graup, dans le film Harry Potter et l'Ordre du phénix de David Yates, sorti en juillet 2007.

## Filmographie
- 2010 : Hercule Poirot (série TV, épisode Drame en trois actes) : Superintendant Crossfield
- 2007 : Harry Potter et l'Ordre du phénix : Voix et corps de Graup
- 2004 : Vanity fair, la foire aux vanités
- 2003 : Bright Young Things
- 2002 : The Intended
- 2001 : Redemption Road
- 2000 : Born Romantic
- 1999 : Sleepy Hollow
- 1988 : A Life for a Life